# Xiaomi Mi 4s
Lo Xiaomi Mi 4s è uno smartphone prodotto da Xiaomi, commercializzato a marzo 2016.

## Caratteristiche tecniche

### Hardware[1]
Il Redmi 3 misura 139.3 x 70.8 x 7.8 millimetri e pesa 133 grammi.
È dotato di chipset Qualcomm Snapdragon 808 MSM8992, con CPU hexa-core e GPU Adreno 418. Ha 3 GB di RAM e 64 GB di memoria interna, espandibili tramite microSD.
Ha uno schermo IPS LCD ampio 5 pollici con risoluzione Full HD e aspect ratio 16:9.
È dotato di fotocamera posteriore da 13 megapixel con f/2.0 e autofocus PDAF, in grado di registrare video full HD a 30 fps e moviola HD a 120 fps, e fotocamera anteriore da 5 megapixel, con f/2.0, in grado di registrare video full HD a 30 fps.
È dotato di connettività GSM/CDMA/HSPA/LTE, di Wi-Fi 802.11 a/b/g/n/ac dual-band, Wi-Fi Direct, hotspot; di Bluetooth 4.1, A2DP; A-GPS, GLONASS, BDS; di porta a infrarossi e di porta USB-C 1.0.
Ha una batteria agli ioni di litio non removibile da 3260 mAh. Supporta la ricarica QuickCharge 2.0 a 18W (40̤̤̤̤̥% in un'ora).

### Software[1]
Di serie ha Android Lollipop in versione 5.1, aggiornabile fino ad Android Nougat e l'interfaccia utente MIUI aggiornabile fino alla versione 10.

## Altri smartphone della famiglia Mi 4
- Xiaomi Mi 4
- Xiaomi Mi 4c
- Xiaomi Mi 4i